# Assassinat de Sheikh Mujibur Rahman
L'assassinat de Sheikh Mujibur Rahman (également connu sous le nom de Sheikh Mujib ou simplement Mujib), président de la république populaire du Bangladesh, et de presque toute sa famille a lieu aux premières heures du 15 août 1975, lorsqu'un groupe de jeunes membres de l'armée bangladaise entre dans sa résidence et assassine Sheikh Mujib dans le cadre d'un coup d'État.

## Contexte général

### Présidence de Rahman
Aux élections législatives pakistanaises de 1970, le parti de Sheikh Mujibur Rahman, la Ligue Awami, remporte la majorité des sièges à l'Assemblée nationale du Pakistan. Ils gagnent 167 des 169 sièges réservés au Pakistan oriental, qui deviendra plus tard le Bangladesh après sa sécession du Pakistan occidental. Bien que le gouvernement militaire pakistanais ait retardé la passation du pouvoir, la formation de Mujib devient le chef de facto du gouvernement du Pakistan oriental en mars. Au début de la guerre de libération du Bangladesh en 1971, il est arrêté à son domicile par des soldats pakistanais. Plus tard dans l'année, le gouvernement provisoire de la rébellion bangladaise, le gouvernement Mujibnagar, se forme le 10 avril 1971 et fait de Mujib son chef et aussi le chef des forces armées bangladaises. Après l'indépendance du Bangladesh le 16 décembre 1971, Sheikh Mujibur Rahman est libéré du Pakistan à Londres, en Angleterre, et s'envol pour l'Inde, puis pour le Bangladesh. Mujib dirige le gouvernement en tant que Premier ministre du Bangladesh pendant trois ans après l'accession du Bangladesh à l'indépendance.
Il est ensuite élu président de la République et met en place un gouvernement d'unité nationale, la Ligue Krishak Sramik Awami du Bangladesh (BAKSAL), le 7 juin 1975 en interdisant tout parti politique et toute presse indépendante. Bien que le BAKSAL ait été conçu pour apporter la stabilité au Bangladesh et faire respecter la loi et l'ordre public, il suscite l'hostilité de la bureaucratie, des militaires et de la société civile. Les groupes d'opposition, ainsi que certains de ses partisans, contestent l'État autoritaire à parti unique de Mujib. La période de la règle du parti unique de la BAKSAL est marquée par une censure généralisée et des abus du pouvoir judiciaire, ainsi que par l'opposition de la population en général, des intellectuels et de tous les autres groupes politiques. Le pays est dans le chaos : la corruption est endémique, la pénurie alimentaire et la mauvaise distribution entraînent une famine désastreuse. La nationalisation de l'industrie n'a pas donné lieu à des progrès tangibles. Non seulement le gouvernement est faible et sans objectifs clairs, mais le pays est presque en faillite. Dans la Far Eastern Economic Review, le journaliste Lawrence Lifschultz écrit en 1974 que « la corruption, les mauvaises pratiques et le pillage de la richesse nationale au Bangladesh » sont « sans précédent ».

### Insurrection de gauche
De 1972 à 1975, une insurrection de gauche est largement considérée comme responsable de la création des conditions qui ont conduit à l'assassinat,,. En 1972, un groupe de gauche nommé Jatiya Samajtantrik Dal (JSD) est fondé à partir d'une scission dans la Bangladesh Chhatra League, la branche étudiante de la Bangladesh Awami League. Ils ont une idéologie du socialisme scientifique. Le JSD, à travers sa branche armée Gonobahini dirigée par le colonel Abu Taher et l'homme politique Hasanul Haq Inu, commence un massacre politique des partisans du gouvernement, des membres de la Ligue Awami et de la police,. Leur campagne contribue à l'effondrement de l'ordre public dans le pays et ouvre la voie à l'assassinat de Mujib.

### Conspirateurs
Le major Syed Faruque Rahman, Khandaker Abdur Rashid, Shariful Haque Dalim et Mohiuddin Ahmed, ainsi que A.K.M. Mohiuddin Ahmed, Mohammad Bazlul Huda et S.H.M.B. Noor Chowdhury (trois majors de l'armée bangladaise et vétérans de la guerre de libération du Bangladesh) ont prévu de faire tomber le gouvernement et de créer leur propre gouvernement militaire. Ils faisaient auparavant partie de l'opposition à Baksal et considéraient le gouvernement comme trop soumis à l'Inde et comme une menace pour les militaires du Bangladesh. Khondaker Mostaq Ahmad, un ministre de la Ligue Awami sous le gouvernement de Mujib, accepte de prendre la présidence. Le journaliste Lawrence Lifschultz brosse cependant un autre tableau de la conspiration qui implique Mostaq et la CIA (Central Intelligence Agency) américaine. Dans son livre Bangladesh : La Révolution inachevée, il écrit que le « chef de la station de la CIA à Dhaka, Philip Cherry, était activement impliqué dans l'assassinat du Père de la Nation-Bangabandhu Sheikh Mujibur Rahman »,,. Il est allégué que le chef d'État-Major général Kazi Mohammed Shafiullah et le Directorate General of Forces Intelligence, Aminul Islam Khan, étaient informés de l'entente.

## Événements

### Assassinat du président Sheikh Mujibur Rahman
Au petit matin du 15 août 1975, les conspirateurs se divisent en quatre groupes. Un groupe, composé de membres des Lanciers du Bengale de la 1re Division blindée et de la 535e Division d'infanterie sous les ordres du major Huda, attaque la résidence de Mujib. Le correspondant d'Anandabazar Patrika (en), Sukharanjan Dasgupta, qui a décrit la guerre de libération du Bangladesh à Dhaka jusqu'en 1974, écrit dans son livre « Midnight Massacre in Dacca » que « les détails exacts du massacre resteront toujours entourés de mystère ». Il ajoute toutefois que le peloton de l'armée qui protégeait la maison du président n'a opposé aucune résistance. Mujib est prié de démissionner et a le temps de réfléchir à son choix. Il téléphone au colonel Jamil Uddin Ahmad, le nouveau chef du renseignement militaire. Lorsque Jamil arrive et a ordonne le retour des troupes à la caserne, il est abattu à l'entrée de la résidence. Après avoir refusé de démissionner, Mujib est tué par balles. Sheikh Kamal, fils aîné de Mujib, est abattu à la réception au rez-de-chaussée ; Sultana Kamal sa femme est également tuée .
D'autres personnes sont tuées dans l'attaque : Sheikh Fazilatunnesa Mujib, épouse de Mujib, qui est assassinée à l'étage ; Sheikh Abu Naser, jeune frère de Mujib, tué dans des toilettes ; plusieurs domestiques de Mujib, qui ont également été tués dans des toilettes ; Sheikh Jamal, deuxième fils de Mujib et officier militaire ; Sheikh Russel, plus jeune fils de Mujib ; et deux belles-filles de Mujib.
À Dhanmondi, deux autres groupes de soldats tuent Sheikh Fazlul Haque Mani, neveu de Mujib et leader de la Ligue Awami, ainsi que son épouse enceinte, Arzu Moni, et Abdur Rab Serniabat, beau-frère de Mujib. Ils tuent également un ministre du gouvernement et treize membres de sa famille sur Mintu Road,.
Le quatrième groupe, le plus puissant, est envoyé vers Savar pour repousser la contre-attaque attendue des forces de sécurité qui y sont stationnées. Après un bref combat et la perte de onze hommes, les forces de sécurité se rendent.
Quatre des dirigeants fondateurs de la Ligue Awami, le premier Premier ministre du Bangladesh Tajuddin Ahmad, l'ancien Premier ministre Muhammad Mansur Ali, l'ancien vice-président Syed Nazrul Islam et l'ancien ministre de l'Intérieur Abul Hasnat Muhammad Kamaruzzaman sont arrêtés. Trois mois plus tard, le 3 novembre 1975, ils sont assassinés à la prison centrale de Dhaka.

### Conséquences de l'assassinat
Khondaker Mostaq Ahmad assume la présidence et le général de division Ziaur Rahman devient le nouveau chef d'État-Major des armées. Les principaux conspirateurs se sont tous vu attribuer des grades élevés au sein du gouvernement. Ils ont tous été renversés par la suite par un autre coup d'État mené par le général de brigade Khaled Mosharraf le 3 novembre 1975. Mosharraf lui-même a été tué au cours d'une contre-révolte quatre jours plus tard, le 7 novembre, qui a libéré le général de division Ziaur Rahman et l'a amené au pouvoir pour rétablir l'ordre. Cet acte est célébré au Bangladesh comme un jour férié en tant que Journée nationale de la révolution et de la solidarité.
Le major Syed Faruque Rahman, Khandaker Abdur Rashid et les autres officiers de l'armée sont promus au grade de lieutenant-colonel. Néanmoins, ils sont exilés en Libye, en Chine, en Rhodésie, au Canada et dans d'autres pays, bien qu'ils aient reçu plusieurs postes diplomatiques dans des missions du Bangladesh à l'étranger. Le lieutenant-colonel (à la retraite) Syed Faruque Rahman est ensuite revenu et a fondé le Parti de la liberté du Bangladesh en 1985 et a participé à l'élection présidentielle de 1987 contre le général Hussain Mohammad Ershad, chef militaire, mais a perdu cette élection.
Les deux filles de Mujib, Sheikh Hasina et Sheikh Rehana, étaient en Allemagne de l'Ouest au moment de son assassinat. Après le coup d'État, elles sont retournées en Inde, au lieu du Bangladesh, et se sont réfugiés auprès du gouvernement indien. Sheikh Hasina a vécu à New Delhi dans un exil qu'elle s'était imposé avant de retourner au Bangladesh le 17 mai 1981 ; elle deviendra plus tard Premier ministre.

### Procès
Les militaires décident de ne pas passer en cour martiale les responsables militaires qui ont organisé le coup d'État et y ont participé. AFM Mohitul Islam, assistant personnel de Sheikh Mujib et survivant de l'attaque de sa maison, a tenté de porter plainte contre les militaires, mais la police le gifle et refuse de déposer le rapport. Les conspirateurs de l'assassinat n'ont pas pu être jugés par un tribunal en raison de la loi sur l'indemnisation adoptée par le gouvernement du président Khondaker Mostaq Ahmad. Lorsque la Ligue Awami, dirigée par Sheikh Hasina, la fille de Mujib, a remporté les élections en 1996, la loi a été abrogée. Le procès pour meurtre de Bangabandhu a commencé avec le dépôt de l'affaire par AFM Mohitul Islam.
Le colonel Syed Faruque Rahman est arrêté à son domicile de Dacca et le colonel Mohammad Bazlul Huda est ramené de Bangkok, où il purgeait une peine de prison pour vol à l'étalage, dans le cadre d'un échange criminel entre la Thaïlande et le Bangladesh. Le lieutenant-colonel Mohiuddin Ahmed était en service militaire actif lorsqu'il a été arrêté. Le colonel Sultan Shahriar Rashid Khan avait été nommé au service diplomatique actif par l'ancien Premier ministre du Bangladesh, Begum Khaleda Zia, mais il retourne au Bangladesh et est arrêté quand il est rappelé par le ministère des Affaires étrangères. Le colonel Abdul Rassis et d'autres accusés avaient cependant déjà quitté le Bangladesh. Ils croyaient que les prochaines élections générales de 1996 seraient une victoire de la Ligue Awami, ce qui entraînerait l'abrogation de la Loi sur l'indemnisation et leur arrestation subséquente. Tous ces hommes ont également été impliqués dans la journée d'assassinat du 3 novembre 1975 (Jail Killing Day), au cours de laquelle quatre responsables de la Ligue Awami ont été assassinés.
Le premier procès s'achève le 8 novembre 1998. Le juge de district et de session de Dhaka, Mohammad Golam Rasul, ordonne la condamnation à mort par peloton d'exécution à quinze des vingt personnes accusées d'avoir participé à l'assassinat. Les peines ne sont pas exécutées immédiatement, car cinq des condamnés font appel devant la chambre de la Haute Cour de la Cour suprême du Bangladesh. La Cour suprême, composée du juge Mohammad Ruhul Amin et du juge A. B. M. M. Khairul Haque, qui était l'ancien juge en chef du Bangladesh, rend un verdict qui sème la division. Le juge principal Amin acquitte cinq des quinze accusés initiaux, tandis que le juge Haque confirme le verdict du tribunal inférieur. Un verdict d'un troisième juge est devenu nécessaire. Par la suite, le juge Mohammad Fazlul Karim condamne douze des quinze premiers accusés, dont deux ont été acquittées dans le verdict du juge Amin.
L'un des condamnés, le major Abdul Aziz Pasha, meurt au Zimbabwe le 2 juin 2001. Bien que les cinq accusés aient interjeté appel devant la chambre d'appel de la Cour suprême, la décision est restée en suspens depuis août 2001. Plusieurs juges ont refusé d'entendre l'affaire, ce qui signifie que le gouvernement n'avait pas les trois juges requis pour tenir une audience. Le 18 juin 2007, l'un des conspirateurs condamnés à mort, le major A. K. M. Mohiuddin Ahmed, est extradé des États-Unis vers le Bangladesh à la suite d'une série de tentatives infructueuses pour obtenir asile ou résidence permanente aux États-Unis. Le 7 août 2007, les audiences sur l'affaire du meurtre ont repris après six ans de retard. La chambre d'appel de la Cour suprême du Bangladesh rend son verdict le 19 novembre 2009, après qu'un tribunal spécial de cinq membres, présidé par le juge Mahammad Tafazzal Islam, eut passé 29 jours à entendre la requête déposée par le condamné,.
L'appel des condamnés est rejeté et la peine de mort est confirmée. Trois juges du banc de cinq membres, le juge Aziz, le juge Md. Muzammel Hossain et le juge SK Sinha, ont donné leurs propres observations en plus d'approuver le jugement et l'ordonnance du juge Tafazzul. Avant le verdict, environ 12 000 policiers supplémentaires ont été déployés pour garder des bâtiments stratégiques, y compris le bâtiment de la Cour suprême, afin d'empêcher les partisans des hommes condamnés de perturber les procédures. Néanmoins, ils sont accusés par le gouvernement d'une attaque à la grenade contre l'un des avocats de l'accusation en octobre 2009, bien que personne n'ait encore été inculpé.
Le capitaine Mohammad Kismat Hashem, le capitaine Nazmul Hossain Aanssar et le major Abdul Majid sont acquittés par la haute cour et par la division d'appel et vivent maintenant au Canada. Taheruddin Thakur, ancien ministre de l'Information et l'un des suspects, a été blanchi sous le gouvernement Hasina, acquitté au procès et libéré. Il est mort naturellement en 2009. Les conspirateurs, le major Bazlul Huda, le lieutenant-colonel Mohiuddin Ahmed, le major A. K. M. Mohiuddin Ahmed, le colonel Syed Faruque Rahman, et le colonel Shahriar Rashid Khan furent exécutés le 28 janvier 2010,.